# Orne
|  | Per a altres significats, vegeu «Orne (riu)». |

Orne (61) és un departament francès avui dia adscrit a la regió de Normandia i abans a la de Baixa Normandia, que fou abolida. Orne és un dels vuitanta-tres departaments originals creats durant la Revolució Francesa, el 4 de març de 1790 (en aplicació de la llei del 22 de desembre de 1789). Va ser creat a partir de territoris pertanyents a les províncies de l'Antic Règim a França de Normandia i Perche.